# Lycoperdon scabrum
Lycoperdon scabrum är en svampart som först beskrevs av Lloyd, och fick sitt nu gällande namn av Gordon Herriot Cunningham 1926. Lycoperdon scabrum ingår i släktet Lycoperdon och familjen Agaricaceae.   Inga underarter finns listade i Catalogue of Life.